# Havre Saint-Pierre Airport
Havre Saint-Pierre Airport (franska: Aéroport du Havre Saint-Pierre) är en flygplats i Kanada.   Den ligger i regionen Côte-Nord och provinsen Québec, i den östra delen av landet, 1 100 km nordost om huvudstaden Ottawa. Havre Saint-Pierre Airport ligger 37 meter över havet.
Terrängen runt Havre Saint-Pierre Airport är platt. Havet är nära Havre Saint-Pierre Airport söderut. Trakten är glest befolkad. Närmaste större samhälle är Havre-Saint-Pierre, 4,3 km söder om Havre Saint-Pierre Airport. 
Trakten runt Havre Saint-Pierre Airport består huvudsakligen av våtmarker.